# شهرستان کلایپدا
شهرستان کلایپدا (به لیتوانیایی: Klaipėdos apskritis) یکی از شهرستان‌های کشور لیتوانی است.
این شهرستان ۳۳۹٬۰۶۲ نفر جمعیت، ۵٬۲۰۹ کیلومتر مربع مساحت و مرکز شهر کلایپدا است.